# Neptis gononata
Neptis gononata är en fjärilsart som beskrevs av Butler 1879. Neptis gononata ingår i släktet Neptis och familjen praktfjärilar. Inga underarter finns listade i Catalogue of Life.